# Vincent Goutal
Vincent Goutal, né le 25 février 1971 à Rennes, est un photographe français, cofondateur avec Olivia Goutal de la Galerie Goutal. 
Il vit à Aix-en-Provence.

## Biographie
De 1992 à 1997, il suit un enseignement scientifique et économique à l’École normale supérieure (ENS) de la rue d’Ulm, à Paris. En 1995, il rejoint à l’université Harvard (États-Unis) le département d’Art visuel dirigé par Chris Killip. Sous sa direction, il produit la série de photographies « American TV ».
En 1997, il rentre en France pour passer l'agrégation de sciences physiques et suit les cours de Christian Boltanski à l'École nationale supérieure des beaux-arts de Paris. Entre 2000 et 2009, ses photographies sont exposées au Photographic Ressource Center de Boston (États-Unis), au Musée Russe à Saint-Pétersbourg.
Il fonde la Galerie Goutal à Aix-en-Provence en 2017, avec Olivia Goutal.
En 2020, il rejoint l'Institut Polytechnique des Sciences Avancées à Lyon en tant que professeur de Physique-Chimie.

## Œuvre
Toutes les séries photographiques que Vincent Goutal produit, jusqu’à Transitions (2009), utilisent le style de la photographie documentaire sociale.  
Pour Impressions cubaines (2003-2005), il frappe à toutes les portes, les unes après les autres, pour photographier l'intérieur des habitations. Il ne parle pas l’espagnol et son matériel - chambre photographique, lumières, pieds - n’est pas discret, mais il parvient toujours à entrer et à photographier, sans qu’aucune parole ne soit parfois échangée. 
Pour la série Transitions et Fin de Partie, Vincent Goutal écrit en collaboration avec sa partenaire Olivia Leriche des scénarios très élaborés qui décrivent des situations sociales précises. Les prises de vues sont des mises en scène compliquées où l’éclairage à la façon des films noirs des années 1950 joue un rôle particulier. Le but est d’obtenir des images presque de nature allégorique avec des stéréotypes d’une certaine réussite sociale (homme d'affaires, pilote, femmes cadres supérieurs) où, cependant, la solitude ou l’incommunicabilité avec l’autre sont apparentes.

## Prix
- 2016 : Photomed Awards
- 2012 : Deuxième position aux Emergent Artist Award (avec Olivia Leriche)
- 2011 : Nommé dans la Shortlist Sony World Photography Awards dans la catégorie Still Life
- 2011 : Lauréats du Prix Militant du concours Femmes au Travail (avec Olivia Leriche)
- 2011 : Lauréats de Photo d'hôtel, Photo d'auteur (avec Olivia Leriche)